# Drenovec pri Bukovju
Drenovec pri Bukovju é uma vila localizada no município de Brežice na Eslovênia. Possuía uma população estimada de 136 habitantes em 2020.